# Flávio Amado
Flávio Amado da Silva (Luanda, Angola, 30 de diciembre de 1979), conocido como Flávio, es un exfutbolista angoleño. Jugaba como delantero y su último equipo fue el Atlético Petróleos Luanda de la  Primera División de Angola.

## Selección nacional
Con la Selección de Angola anotó 34 goles desde el año 2000 hasta el año 2012.

### Participaciones en Copas del Mundo
| Mundial                        | Sede     | Resultado    | Partidos | Goles |
| ------------------------------ | -------- | ------------ | -------- | ----- |
| Copa Mundial de Fútbol de 2006 | Alemania | Primera fase | 1        | 1     |

### Participaciones en Copa de África
| Copa de África                 | Sede                      | Resultado        | Partidos | Goles |
| ------------------------------ | ------------------------- | ---------------- | -------- | ----- |
| Copa Africana de Naciones 2006 | Egipto                    | Primera fase     | 3        | 3     |
| Copa Africana de Naciones 2008 | Ghana                     | Cuartos de final | 4        | 1     |
| Copa Africana de Naciones 2010 | Angola                    | Cuartos de final | 3        | 3     |
| Copa Africana de Naciones 2012 | Gabón y Guinea Ecuatorial | Primera fase     | 2        | 0     |

## Clubes
| Club                      | País           | Año       |
| ------------------------- | -------------- | --------- |
| Atlético Petróleos Luanda | Angola         | 2000-2005 |
| Al-Ahly                   | Egipto         | 2005-2009 |
| Al-Shabab                 | Arabia Saudita | 2009-2011 |
| Lierse SK                 | Bélgica        | 2011-2013 |
| Atlético Petróleos Luanda | Angola         | 2013      |

## Palmarés

### Campeonatos nacionales
| Título              | Club (*)                  | País   | Año  |
| ------------------- | ------------------------- | ------ | ---- |
| Girabola            | Atlético Petróleos Luanda | Angola | 2000 |
| Copa de Angola      | Atlético Petróleos Luanda | Angola | 2000 |
| Girabola            | Atlético Petróleos Luanda | Angola | 2001 |
| Copa de Angola      | Atlético Petróleos Luanda | Angola | 2002 |
| Supercopa de Angola | Atlético Petróleos Luanda | Angola | 2002 |
| Primera División    | Al-Ahly                   | Egipto | 2005 |
| Supercopa           | Al-Ahly                   | Egipto | 2005 |
| Primera División    | Al-Ahly                   | Egipto | 2006 |
| Copa de Egipto      | Al-Ahly                   | Egipto | 2006 |
| Supercopa           | Al-Ahly                   | Egipto | 2006 |
| Primera División    | Al-Ahly                   | Egipto | 2007 |
| Copa de Egipto      | Al-Ahly                   | Egipto | 2007 |
| Supercopa           | Al-Ahly                   | Egipto | 2007 |
| Primera División    | Al-Ahly                   | Egipto | 2008 |
| Supercopa           | Al-Ahly                   | Egipto | 2008 |
| Primera División    | Al-Ahly                   | Egipto | 2009 |

### Copas internacionales
| Título                      | Club (*) | País            | Año  |
| --------------------------- | -------- | --------------- | ---- |
| Liga de Campeones de la CAF | Al-Ahly  | El Cairo        | 2005 |
| Liga de Campeones de la CAF | Al-Ahly  | Ciudad de Túnez | 2006 |
| Supercopa de la CAF         | Al-Ahly  | El Cairo        | 2006 |
| Supercopa de la CAF         | Al-Ahly  | Adís Abeba      | 2007 |
| Liga de Campeones de la CAF | Al-Ahly  | El Cairo        | 2008 |
| Supercopa de la CAF         | Al-Ahly  | El Cairo        | 2009 |

(*) Incluyendo la selección

### Distinciones individuales
| Distinción                                           | Año  |
| ---------------------------------------------------- | ---- |
| Mejor jugador de la Liga de Campeones de la CAF      | 2001 |
| Goleador de la Primera División de Egipto (17 goles) | 2007 |
| Goleador de la Primera División de Egipto (12 goles) | 2009 |